# Sánchez (achternaam)

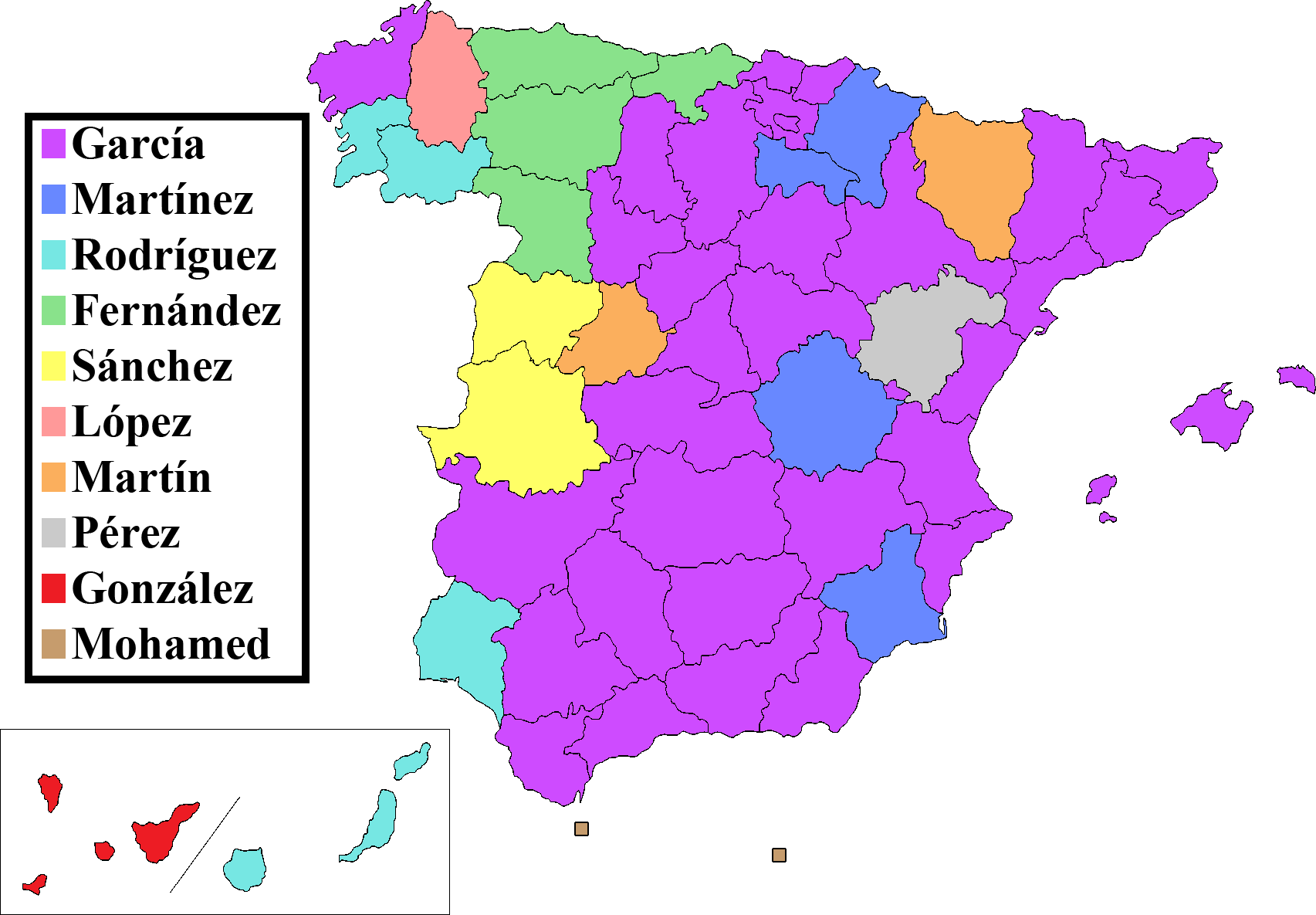
Meest voorkomende achternamen in Spanje naar provincie

Sánchez is een veelvoorkomende Spaanstalige achternaam. Het is oorspronkelijk een patroniem dat betekent "zoon van Sancho". De verschillende afstammingen met deze naam zijn niet terug te voeren op een enkele bron; zowel Galicië, Asturië, Navarra en Aragon hadden in de middeleeuwen koningen met de naam Sancho, wiens zonen Sánchez genoemd werden.
In Spanje is Sánchez de op zes na meest voorkomende achternaam. 817.482 personen (oftewel 1,76% van de bevolking) heeft Sánchez als eerste achternaam (Spanjaarden hebben twee achternamen waarvan de eerste het belangrijkst is, zie Iberische en Ibero-Amerikaanse achternamen). In Colombia is het de op zeven na meest voorkomende achternaam, 449.750 personen heten er zo, en in Argentinië, waar 189.255 inwoners zo heten, is het de tiende familienaam.

## Personen met de achternaam Sánchez
- Alexis Sánchez (1988), Chileens voetballer
- Antonio Cobos Sánchez, (1922-1998), een Spaans entomoloog
- Arantxa Sánchez Vicario (1971), Spaans tennisster
- Armando Sanchez (1952-2010), Filipijns politicus
- Davinson Sánchez (1996), Colombiaans voetballer
- Diego Sanchez (1981), Amerikaans MMA-vechter
- Efraín Sánchez (1926), Colombiaans voetballer en voetbalcoach
- Erwin Sánchez (1969), Boliviaans voetballer en voetbalcoach
- Paco de Lucía (1947-2014), de artiestennaam van de muzikant Francisco Sánchez Gómez
- Francisco Sánchez (1976), voormalig internationaal topzwemmer uit Venezuela
- Germán Sánchez (1989), Spaans autocoureur
- Hugo Sánchez (1958), Mexicaans voetballer
- Jose Tomas Sanchez (1920-2012), Filipijns kardinaal en emeritus-aartsbisschop van Nueva Segovia
- Leonel Sánchez (1936), Chileens voetballer
- Luis León Sánchez (1983), Spaans wielrenner
- Pablo Sánchez López (1990), Mexicaans autocoureur
- Pedro Sánchez (1972), Spaans econoom en minister-president
- Pedro León Sánchez Gil (1986), Spaans voetballer
- Samuel Sánchez (1978), Spaans wielrenner
- Víctor Sánchez (1976), Spaans voetballer
- Wellington Sánchez (1974), Ecuadoraans voetballer